# Compsocus
Genre
Compsocus est un genre d'insectes de l'ordre des Psocoptera, du sous-ordre des Troctomorpha, de l'infra-ordre des Amphientometae et de la famille des Compsocidae.
Le genre ne comporte qu'une seule espèce connue, C. elegans, que l'on trouve au Mexique et en Amérique Centrale.